# Annevoie-Rouillon
Annevoie-Rouillon (Waals: Annvoye) is een dorp in de Belgische provincie Namen en een deelgemeente van de gemeente Anhée.
Annevoie is gekend omwille van zijn 18e-eeuwse kasteel van de familie de Montpellier en de omliggende tuinen van Annevoie. Deze watertuin, uniek in België, is aangelegd in Franse stijl en aangevuld met Engelse en Italiaanse stijlelementen. Het water wordt geleverd door de rivier Rouillon.

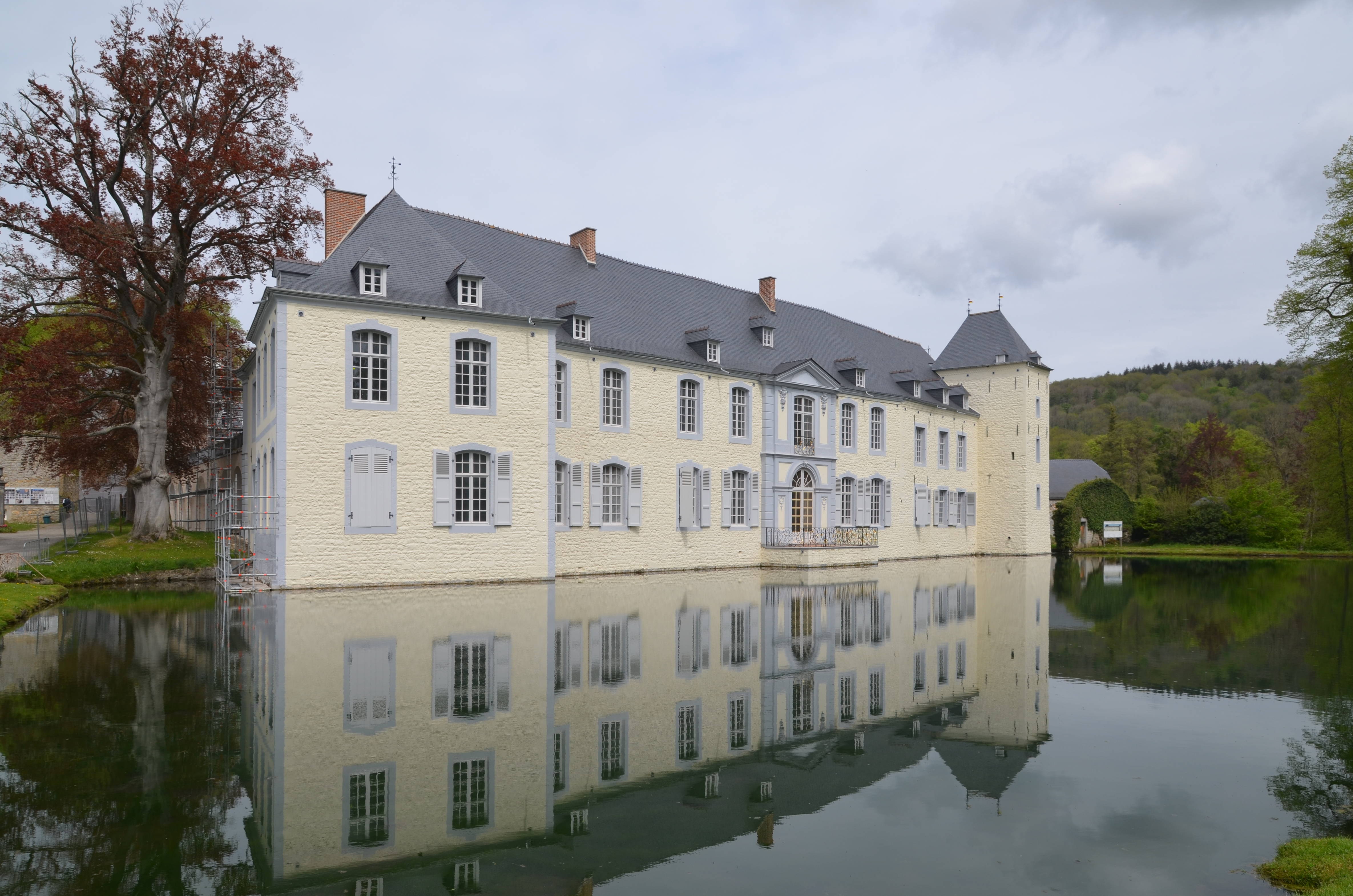
Het kasteel van Annevoie
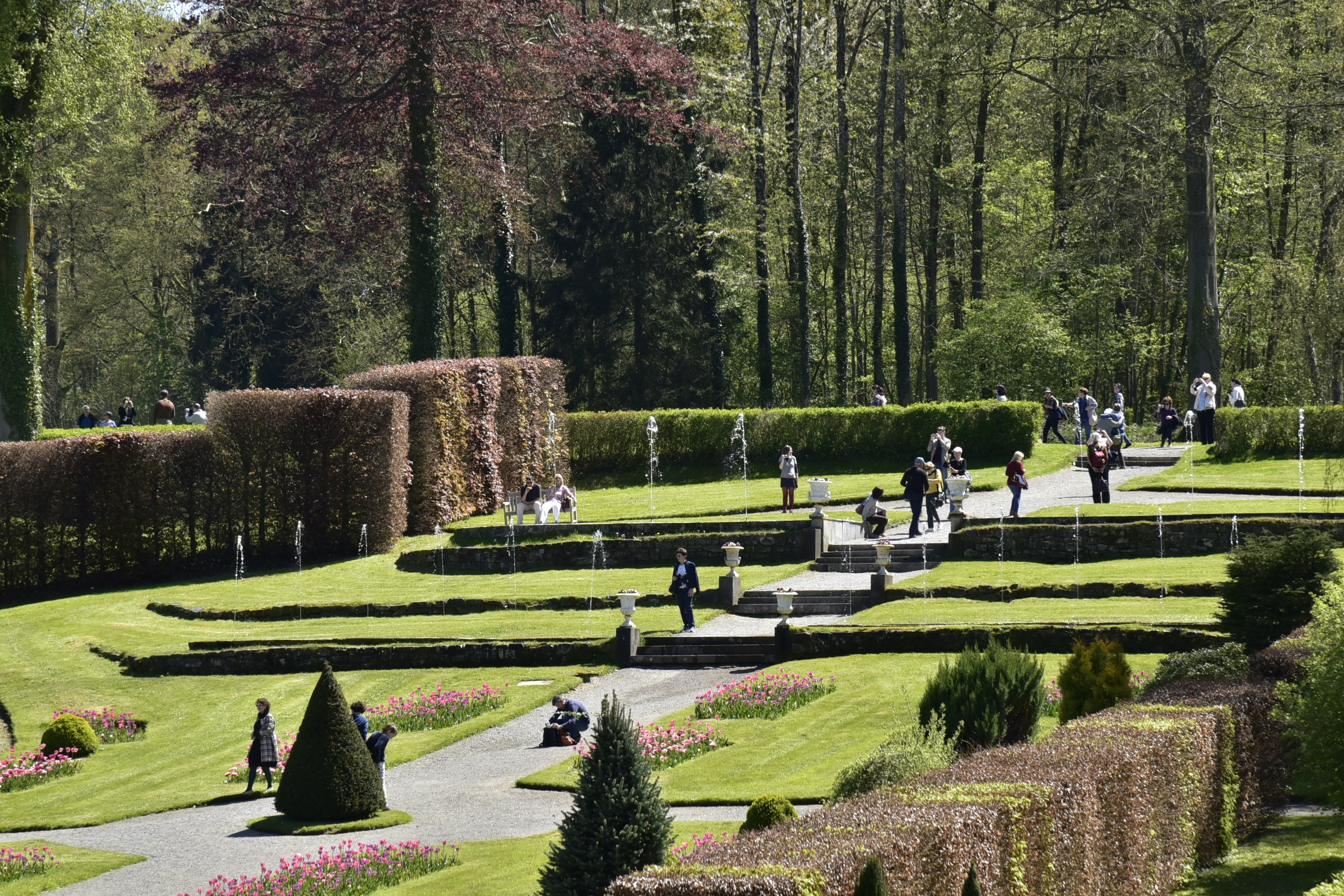
Tuinen van Annevoie

## Demografische ontwikkeling
Bron: NIS; Opm:1831 t/m 1970=volkstellingen; 1976=inwoneraantal op 31 december
Deelgemeenten: Anhée · Annevoie-Rouillon · Bioul · Denée · Haut-le-Wastia · Sosoye · Warnant

Overige dorpen en gehuchten: Maredret · Maredsous · Salet

Belgische gemeenten · arrondissement Dinant · provincie Namen · Wallonië